# August Theodor Lethin
August Theodor Lethin, född 18 maj 1833 i Stockholm, död 12 april 1891 i Chicago, var en svensk organist.
Lethin blev efter avslutade musikstudier kantor i Katarina församling i Stockholm. Han sökte och erhöll organistbefattningen i Landskrona efter den 1883 avlidne Bengt Wilhelm Hallberg, men tillträdde aldrig platsen, utan reste till USA. Detta med anledning av den mot honom av en medsökande inledda rättegången angående betygsförfalskning, en fråga som aldrig blev utredd. Lethin, som i USA kallade sig Norman, var från 1884 verksam i Boston och efterlämnade enligt amerikanska tidningar en förmögenhet på omkring 8 000 dollar. Han invaldes 1866 som associé av Kungliga Musikaliska Akademien.
Han var först gift med Eugenie Amalia Concordia Strandberg (1830–1910), omgift Palmborg, och efter skilsmässa från henne 1874 gifte han om sig med Jenny Maria Lindal (1850–1916), omgift Kahl, men skilde sig på nytt 1887.